# Снайпер 2. Тунгус
«Сна́йпер-2. Тунгус» (бел. Снайпер-2. Тунгус) — военный боевик режиссёра Олега Фесенко, снятый на киностудии «Беларусьфильм» в 2011 году. Премьера состоялась на российском Первом канале 9 мая 2012 года.
Второй фильм из телесериалов про снайперов «Снайпер-1: Оружие возмездия» (2010), «Снайпер-3: Последний выстрел» (2015) и «Снайпер-4: Офицер СМЕРШ» (2017). При этом фильмы сняты разными режиссёрами и сюжетной линией не связаны.

## Сюжет
Лето 1943 года. На юге идёт грандиозное сражение на Курской дуге, а здесь, на Северо-западном направлении, идут только бои местного значения.
Старшина Михайлов, опытный снайпер, едет в тыл за пополнением. К его удивлению и огорчению, всё пополнение состоит из девушек, выпускниц снайперского училища. По дороге в часть старшина берёт в машину Мишу Кононова, солдата медсанбата. По дороге они попадают в засаду немецкой разведгруппы, усиленной снайперами, среди них выделяется опытный стрелок по прозвищу Густав, получивший у советских снайперов прозвище «Дальномер». В перестрелке с ними погибает старшина Михайлов. Его гибель ставит под угрозу выполнение некоего плана советского генерала Пипченко. На неопытных девушек-снайперов полагаться в этом деле полностью нельзя и поэтому начинаются поиски более опытного и меткого стрелка.
Услышав, что в медсанбате есть солдат, с 500 шагов из винтовки попадающий в карманные часы, генерал Пипченко устраивает Мише Кононову, прозванному в своей части Тунгусом, экзамен: из винтовки с 500 шагов попасть в банку тушёнки. Тунгус на этом «экзамене» делает выстрел — банка тушёнки осталась целой. Генерал и его офицеры разочарованы. На их вопрос: «Ты куда стрелял?», Тунгус отвечает: «В лес. Белке. Прямо в глаз». Тунгус бежит к месту, где стояла банка тушёнки и приносит подстреленную белку с прямым попаданием в голову. Тунгус-Миша Кононов становится инструктором у необстрелянных девушек.
Немецкий снайпер Дальномер продолжает свирепствовать, каждый день убивая советских бойцов. Тунгус начинает охоту за ним. Но немец хитёр, первый выстрел предоставляет своим напарникам, которые при этом демаскируют себя. Их и уничтожает Тунгус и его девушки — снайперы, которые уже начали набираться опыта. При этом они полагают, что ликвидировали самого Дальномера. Но снайперский огонь продолжает косить наших солдат в окопах и военных разведчиков, пытающихся проползти в тыл немцев. Советским снайперам не удалось убить Дальномера — он получает тяжелое ранение и теряет левый глаз при артобстреле с советской стороны при нападении фашистов на госпиталь. Вывод из игры Дальномера позволил генералу Пипченко наконец-то приступить к выполнению особого задания, в которой должны были участвовать разведчики и снайперы.
На парашютах они были десантированы в тыл немцев. Под прикрытием меткого снайперского огня Тунгуса и девушек, разведчики ворвались в расположении немецкого штаба и захватили портфель с важнейшими документами, это и была цель задания. Однако при отходе разведчики попали в засаду и были уничтожены. В плен попали и все четверо девушек-снайперов. Только Тунгусу удалось скрыться незамеченным. Немецкий генерал Шернер, вместо того, чтобы расстрелять советских снайперов, отпускает их и, вместе со своими старшими офицерами, устраивает на них охоту, как на зверей, приодевшись в специальную охотничью форму и сев верхом на лошадей. Девушки бегут в сторону леса, ибо только там есть хоть какие-то шансы спастись.
Там, в лесу, Тунгус метким огнём уничтожает горе-охотников и спасает пленниц, попутно они берут в плен одного из охотников, личного адъютанта Гитлера майора Данста, впоследствии давшего важные сведения советскому командованию. При отходе группы к своим Густаву удаётся смертельно ранить Тунгуса, но и сам он гибнет от пули девушки-снайпера.

## В ролях
| Актёр                   | Роль                      |
| ----------------------- | ------------------------- |
| Толепберген Байсакалов  | Михаил Кононов («Тунгус») |
| Алексей Серебряков      | старшина Михайлов         |
| Марина Александрова     | Любовь Азарина            |
| Гедиминас Адомайтис     | Кроль                     |
| Иван Мацкевич           | генерал Пипченко          |
| Адомас Станчикас        | Данст                     |
| Александр Лазарев (мл.) | Семён Шацкий              |
| Анатолий Кот            | капитан Горенков          |
| Владимир Шелестов       | генерал Шернер            |
| Марина Денисова         | Аля Пименова              |
| Алеся Пуховая           | Варвара Соболева          |
| Светлана Павлова        | Надежда Цирюль            |
| Виталий Котовицкий      | Жилин                     |

## История создания
Съёмки фильма начались в мае 2011 года в Белоруссии. Большая часть сцен была снята в Минской области, под Раковом и Смолевичами и на Сморгонщине, возле деревни Крево, где хорошо сохранились окопы и дзоты Второй Мировой войны, а также в тридцати километрах от Бреста — у железнодорожной станции Дубица.
Один из ключевых эпизодов фильма, захват «языка», снят на той же плотине, на которой в мини-сериале «В июне 41-го» героически оборонялся герой Сергея Безрукова.
Интерьеры снимали в усадьбе Огинского в Сморгонском районе.
На станции Дубица в Брестском железнодорожном музее был снят немецкий трофейный паровоз и вагоны старого типа.
Прототипом Тунгуса Миши Кононова стал реальный снайпер Семён Данилович Номоконов, на счету которого 360 немецких солдат и офицеров, а также 8 солдат Квантунской армии.

## Критика
Фильм был встречен резкой критикой:

На передовой линии фронта у героинь обнаруживается обилие чулочно-носочных изделий, бельевой запас, отдельная комната и баня в свободном распоряжении, что вызывает недоумение. Но все вопросы по этому поводу можно адресовать авторам сценария: Леониду Порохне и Глебу Шпригову. Война в их повествовании игрушечная, несмотря на реальность смерти, герои ведут себя беззаботно, словно не понимая, куда они попали. Режиссёр Олег Фесенко не спешит исправить ситуацию с «игрушечной» войной. Все персонажи у него перед камерой ходят чистые, причесанные, прямо как на параде. Иначе говоря, в сериале много моментов, которые вызывают здоровое сомнение даже не у специалистов-историков. — Анна ЧИЖ, сайт «Наш Фильм»
Но режиссёр и не стремился к достоверности, по его словам: «Художественное военное кино — это не документальная летопись о количестве поражённых противников. Это кино о чувствах, с которыми люди шли в бой. Для нас главное — передать эмоциональную атмосферу того времени, что иногда расходится с исторической действительностью».
Фильм сильно напоминает советскую картину «А зори здесь тихие…», доцент кафедры телерадиожурналистики СПбГУ Сергей Ильченко заметил, что «совпадения настолько очевидны, что даже не нуждаются в комментариях — режиссёр Олег Фесенко, не стесняясь никого и ничего, цитировал „А зори здесь тихие…“ вплоть до легендарной сцены в бане»:

…является в военной форме, явно подстриженная не по уставу героиня Марины Александровой, всеми манерами смахивающая на классический образ Жени Камельковой из «Зорь…». Про неточности в деталях, в отношениях между людьми в военной форме я и вовсе промолчу. … Мы увидели в сериале даже не войну, а какую-то её странную версию по мотивам того, что уже видели, того, что знаем. Может быть, это есть отчаянная попытка привлечь к военной теме тех, кто величайшим танковым сражением Великой Отечественной войны в ответах на ЕГЭ называет Ледовое побоище?— Сергей Ильченко, доцент кафедры телерадиожурналистики СПбГУ, из статьи в газете «Невское время»
Критике подвергся эпизод охоты фашистов на пленных — журналист казахстаной газеты «Наша газета» Юрий Бондаренко назвал его «фантазия как селедка в молочном супе», хотя как минимум один подобный случай в период Великой Отечественной войны известен и даже экранизирован.
Игра актёров была неоднократно и жёстко раскритикована. Однако среди игры женщин-актёров была выделена игра Марины Александровой, которая из всех них «кажется единственной живой и настоящей во всем сериале, затмевает своей игрой и харизмой, страдает и радуется за всех сразу». А в ряду актёров-мужчин которые «делают вид, что сериал снимают не о них», с пониманием была оценена игра Анатолия Кота в силу своего амплуа «вынужденного в очередной раз на экране изображать подлеца и предателя», и отмечено «вдохновенное и уверенное» исполнение роли Алексеем Серебряковым, но его герой присутствует только в первой серии.
Исполнение же роли главного героя Толепбергеном Байсакаловым было отмечено только позитивными отзывами: Тунгус у него получился «обаятельный и нестандартный, совершенно не похожий на стандартных киношных супергероев», «на экране привлекает больше внимания, чем все вместе взятые», и отмечено, что актёр «оказался органичен в этой непростой роли», и подмечено внешнее сходство с прообразом главного героя.

## Призы и рейтинги
Фильм, премьера которого состоялась в прайм-тайм 9 мая на «Первом канале», стал первым (доля 35,2 %) в Топ-10 популярных проектов 2012 года с точки зрения предпочтений российских телезрителей, при этом на втором месте оказался фильм «Москва слезам не верит» (его в день президентских выборов 4 марта смотрело на «Первом канале» 28,4 % зрителей), а на третьем — программа «Время» (доля аудитории выпуска от 16 октября — 26,7 %).
Среди зрителей Москвы за период праздничной майской недели 2012 года сериал стал третьим по популярности, уступив лишь Параду Победы и новостям.
Среди зрителей Первого канала 9 мая 2012 года фильм вошёл в тройку рейтинговых фильмов наряду с «В бой идут одни старики» и «Диверсант. Конец войны».
Также в эту праздничную неделю на Украине фильм стал третьим по запросам пользователей Google.
Сериал занял пятую строчке в Топ-10 среди фильмов созданных в Белоруссии (или при участии Белоруссии) в 2012 году по версии портала «КиноПоиск».
Сериал был одним из трёх номинантов на соискание Профессионального приза в области телевизионного кино за 2012 эфирный год в категории «Лучший телевизионный фильм»